# 大阪府立都島工業高等学校
大阪府立都島工業高等学校（おおさかふりつ みやこじまこうぎょうこうとうがっこう）は、大阪府大阪市都島区に所在する公立工業高等学校。

## 概要
1907年に市立大阪工業学校として創立し、校名や設置場所の変遷を経たのち、学制改革により大阪市立都島工業高等学校となった。2022年度の大阪府への移管により、大阪府立都島工業高等学校となった。大阪府内の工業高等学校としてはもっとも古い歴史を有する。
機械科、機械電気科、建築科、都市工学科、電気電子工学科、理数工学科の6つの専門学科を設置している。2年次では各学科ごとに設置された英数コースと工業コースに分かれ、さらに工業コースが枝分かれし、それぞれ進学や就職など希望にあった進路を選択することができる。進学対策にも力を入れ、特に理数工学科は物理・化学系の科目を専門科目として位置づけたうえで英語・数学の授業時数を増やし、進学・大学受験にも対応した教育課程を組んでいる。かつては普通科なども設置されていたことがある。
「機械科・機械電気科」および「建築科・都市工学科」は入学試験時には総合募集（くくり募集）となり、1年後期より各学科に分かれる。
それぞれの学科では縦の繋がりが非常に強く、各科ごとに同窓会組織として、また在学中の学生の組織として、機械科白羊会、建築科青甍会、電気電子工学科青嵐会、都市工学科昭土会、理数工学科舎密会、機械電気科萠芽会が存在し、これら各部会の上に総会として学校全体で「浪速工業会」という社団法人の形を取る同窓会が成り立っている。また、各科ごとに名称変更があった場合は以前の学科の同窓会組織を引き継いでいる（例、土木科→都市工学科昭土会）。かつて存在した普通科には普睦会がある。また、同様にかつて存在した家具科同窓会には名前が存在しない。
2013年度にはスーパーサイエンスハイスクール（SSH）に指定された。SSH指定は、工業高等学校としては日本で初めてとされる。
2022年度に大阪府に移管される方針が決まったことに伴い、定時制課程単独設置校の大阪市立都島第二工業高等学校を統合し、2022年度以降は同校に定時制課程を併設する。

## 沿革

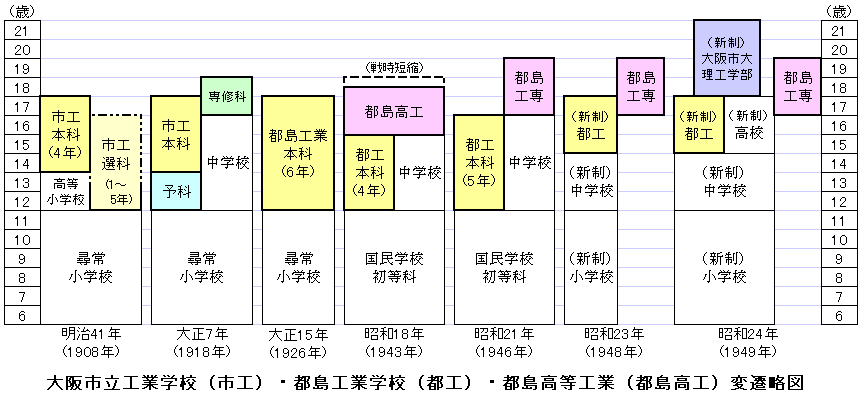
変遷略図（1908-1949）

### 旧制工業学校
1907年5月、市立大阪工業学校として大阪市北区北野牛丸町に創立した。学校発祥の地は、現在のJR大阪駅北口付近にあたる。開校当初は、小学校高等科卒業者を入学資格とした4年制の学校で、本科に機械科・建築科を設置した。また小学校尋常科を入学資格とした選科に、機械科・建築科・分析科・家具科を設置した。
1920年には大阪市立工業学校に改称した。この際に、選科制を廃止し専修科（中学校卒業者を対象にした2年制）に改編、電気科を新設、分析科を応用化学科に名称変更などがおこなわれている。
1923年12月には、応用化学科を大阪市立泉尾工業学校（現在の大阪府立泉尾工業高等学校）に移管した。当時の大阪市の方針により、泉尾工業学校の開校に伴い、市立工業学校は機械・電気など物理系を中心にして、臨海部に立地する泉尾工業学校を化学工業系を中心とした学校にする役割分担を図ったことが学科移管の背景にあった。
大阪駅の拡張工事のために敷地が立ち退きになったことに伴い、1925年12月に北区（当時）善源寺町の現在地への移転をおこなった。
1926年4月より大阪市立都島工業学校へと改称した。その際に予科および専修科を廃止し、6年制の工業学校となった。
1943年には高等課程として大阪市立都島高等工業学校を分離し、同校内に併設した。また同年、中等学校令の実施にともない、修業年限が4年に短縮となった。
1947年4月には、戦災で校舎を焼失した大阪市立酉島工業学校を合併した。

### 市立都島工業高等学校
学制改革により、1948年4月には大阪市立都島工業高等学校となった。
大阪市立の高等学校では1980年代以降、「意欲的で目的意識の明確な生徒の入学により学校が活性化することをねらい」として、府立高等学校とは異なった形での学校特色化の動きが進んだ。都島工業高等学校でもそれを受け、都市工学科（1990年）や理数工学科（1992年）の設置といった学科改編をおこなっている。
2010年には大阪工業大学との高大連携協定を締結した。2013年にはスーパーサイエンスハイスクール（SSH）の指定を受けた。
大阪市高等学校教育審議会は2020年8月4日、「Society 5.0で実現する社会に求められる大阪の産業人材育成を担う新たな工業系高等学校の在り方について（第13次答申）」を出した。第13次答申は、大阪市立の工業系高等学校の改革の方向性についての提言となっている。都島工業高等学校については全6学科ともに工業系高等学校としては大学進学者数が多いことを踏まえ、高校3年間だけでなく大学4年間の接続も視野に入れた7年間を見越した教育内容の検討を提言した。また高等学校3年間段階での学習についても、従来の入学当初から各学科・専門に分かれた学習から、工業教育の初期段階で工業に関する幅広い知識・技術を学習した上で、専門的な知識・技術の習得とあわせて3年間で総合的な学びができるようなカリキュラムの検討を提言した。

### 府立移管
2010年代になると、大阪市立の高等学校全校を大阪府に移管する構想が浮上した。移管方針が具体化し、2020年12月に大阪市会および大阪府議会で移管に関連する条例が可決された。これに伴い大阪市立の高等学校全校は2022年度より大阪府に移管されることになった。
都島工業高等学校は2022年度より大阪府立となる。また従来は全日制課程単独設置校だったが、夜間定時制課程を単独設置し校舎を時間差で共用している大阪市立都島第二工業高等学校を府立移管と同時に統合する形で、2022年度より定時制課程総合学科を併設した。

### 年表
- 1907年5月 - 市立大阪工業学校として創立。本科と専科を設置。
- 1908年11月21日 - 開校式を実施。
- 1910年5月 - 分析（応用化学）科を本科に設置。
- 1918年4月 - 予科2年、本科4年に変更。
- 1920年4月 - 大阪市立工業学校に改称し、電気科設置。選科制を廃止する。
- 1922年4月 - 土木科を設置。
- 1923年12月 - 応用化学科を大阪市立泉尾工業学校（現在の大阪府立泉尾工業高等学校）へ移管する。
- 1925年12月 - 北区善源寺町1丁目（当時）の現在地へ移転。
- 1926年4月 - 大阪市立都島工業学校に改称する。6年制の課程を設置。
- 1943年4月 - 修業年限を4年に短縮。大阪市立都島高等工業学校を併設。
- 1947年4月 - 大阪市立酉島工業学校を合併。
- 1948年4月 - 学制改革に伴い、大阪市立都島工業高等学校となる。
- 1949年4月 - 普通科を設置。
- 1954年4月 - 工業化学科を設置。
- 1955年3月 - 普通科を廃止。
- 1959年4月 - 機械電気科を設置。
- 1990年4月 - 土木科の募集を停止し、都市工学科を設置。
- 1992年4月 - 工業化学科の募集を停止し、理数工学科を設置。
- 2003年4月 - 電気科を電気電子工学科へ改称。
- 2010年12月9日 - 大阪工業大学と「高大連携に関する協定書」を締結。
- 2013年4月 - スーパーサイエンスハイスクール（SSH）に指定。
- 2022年4月 - 大阪府に移管し「大阪府立都島工業高等学校」に改称。大阪市立都島第二工業高等学校を統合・継承する形で定時制課程を設置。

## 部活動
1951年に野球部が第33回全国高等学校野球選手権大会に初出場、ベスト8の成績を修めた。

## 出身者
旧制
- 松田恒次 - 東洋工業(現マツダ)3代目社長、広島東洋カープ初代オーナー
- 金田龍之介 - 俳優
- 栄屋悦男 - 元プロ野球選手
- 南部正太郎 - 漫画家
- 廣田昴 - 俳優
- 岡元義人 - 実業家、政治家、元参議院議員
- 川島宙次 - 民家研究家、画家
- 岩本博行 - 建築家、代表作に国立劇場など
- 蒼井雄 - 探偵作家
- 多田英之 - 建築構造学者、元福岡大学教授
- 大和田幸治 - 労働運動家
- 池田谷久吉 - 建築家、郷土史家、代表作に岸和田城天守閣など
- 川上貢 - 建築史家、京都大学名誉教授
- 田幸敏治 - 応用物理学者、東京工業大学名誉教授
- 大澤伸剛 - 実業家、日本ケミカルシューズ工業組合元理事長
- 小松定夫 - 土木工学者、大阪大学名誉教授
- 吹田徳雄 - 工学者、大阪大学名誉教授、原子力安全委員会初代委員長

新制
- 二川幸夫 - 建築写真家、建築批評家
- 鹿取茂雄 - 酷道愛好家、廃墟愛好家、フリーライター
- 松本竜助 - お笑い芸人
- 成世昌平 - 民謡歌手
- 笑福亭松葉（没後に7代目笑福亭松鶴を追贈） - 落語家
- 桂米左 - 落語家
- 中恭太 - 元吉本新喜劇座員
- 神戸守 - アニメーション演出家、アニメーション監督
- 青野天悠 - ラグビー選手
- 谷口和洋 - ラグビー選手
- 星本泰憲 - ラグビー選手
- 山下裕史 - ラグビー選手
- 木村勇大 - ラグビー選手
- 中田翔太 - ラグビー選手
- 前島延行 - 柔道家
- 郡浩也 - プロバレーボール選手
- 長谷景治 - 競泳選手、メルボルンオリンピック出場
- 近江巳記夫 - 政治家、元衆議院議員、元科学技術庁長官(第51代)
- 岡本日出士 - 政治家、元大阪府大東市市長(第4代)
- 森川薫 - 政治家、元大阪府摂津市市長(第7-10代)

## 交通
- Osaka Metro 谷町線 都島駅4号出入口よりすぐ。
- 大阪シティバス 「地下鉄都島」バス停。
- JR西日本 大阪環状線 桜ノ宮駅より北へ約800m